# Stanley Hollis

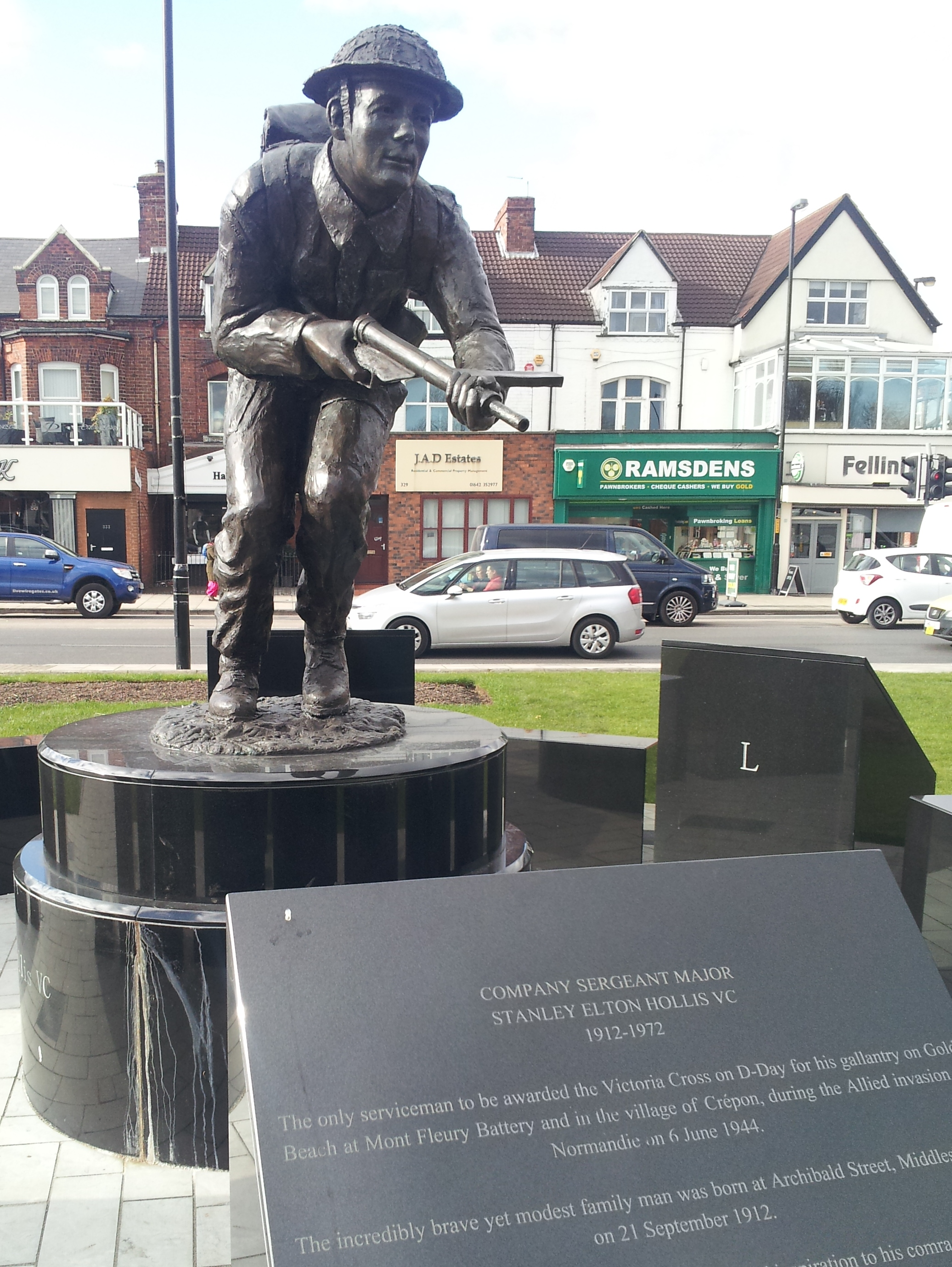
Denkmal für Stanley Hollis in seinem Geburtsort Middlesbrough

Stanley Elton Hollis VC (* 21. September 1912 in Middlesbrough; † 8. Februar 1972 in Liverton Mines) war ein britischer Soldat und Träger des Victoria-Kreuzes. Er landete während des D-Days am 6. Juni 1944 am Abschnitt „Gold Beach“ in der Normandie. Für seine besondere Tapferkeit erhielt er als einziger Teilnehmer des D-Days die höchste Auszeichnung. 

## Leben
Hollis trat 1939 in das 4. Bataillon der Green Howards ein, ein Infanterie-Regiment der britischen Armee. Bei Kriegsbeginn wurde er in das 6. Bataillon der gleichen Einheit versetzt. Er nahm am Westfeldzug 1940 und an den Kämpfen in Nordafrika bei El Alamein teil. Er war in Dünkirchen und an der Schlacht um die Primasole-Brücke in Sizilien beteiligt. Nach der Schlacht in der Normandie wurde Hollis im September 1944 am Bein verwundet und musste nach England evakuiert werden. Im Oktober wurde er im Buckingham Palace von König Georg VI. für seine „mehrfachen Heldentaten“ am D-Day bei Mont-Fleury und in Crépon mit dem Victoria-Kreuz ausgezeichnet.
Hollis starb am 8. Februar 1972 und wurde auf dem Acklam Cemetery in Middlesbrough bestattet.

## Ehrungen
2016 wurde eine Schule in Middlesbrough nach Stanley Hollis benannt.
Der Hollis-Crecent in Strensall (Yorkshire) wurde nach Stanley Hollis benannt.